# 一来
一来（いちらい、巴: sakadāgāmin サカダーガーミン, 梵: sakṛdāgāmin サクリダーガーミン, सकृद् आगामिन् sakRd-aagaamin、旧訳音写：斯陀含〈しだごん〉）は、仏教において悟りの第二段階であり、四向四果の1つ。
原始仏教では、預流として既に三結が断たれており、さらに貪・瞋・癡の三毒が薄くなった者とする。
- 三結が既に滅尽されている（有身見・戒禁取見・疑）
- 三毒が希薄となっている
  - 貪（とん）- 必要以上に求める心
  - 瞋（じん）- 怒りの心
  - 癡（ち）- 妄想、混乱、鈍さ

『倶舎論』では、一来向は欲界の修惑（しゅわく、情的煩悩）の前三品または四品を断じた者とし、人界の家と天界の家とを往復するから「家家」（けけ）と呼ぶ。一来果は欲界の前六品を断じた位である。
この段階に入ると、一度 (sakRd) 天界に生れ、再び人間界に戻って、その次は二度と輪廻しなくなる。

## 抜粋
Katamo ca bhikkhave dutiyo samaṇo? Idha bhikkhave bhikkhu tiṇṇaṃ saṃyojanānaṃ parikkhayā rāgadosamohānaṃ tanuttā sakadāgāmī hoti, sakideva imaṃ lokaṃ āgantvā dukkhassantaṃ karoti. Ayaṃ bhikkhave dutiyo samaṇo.
比丘たちよ、いかなるものが第二の沙門なのか。

比丘たちよ、ここに比丘がいて、三結が滅尽され、貪・瞋・痴が希薄となったために一来者となり、一度だけ世間(loca)に来て苦の寂静をなす。
比丘たちよ、これが第二の沙門である。
—パーリ仏典, 増支部四集 241,沙門経 Samaṇasuttaṃ, Sri Lanka Tripitaka Project 